# Songs from the Sparkle Lounge
Songs from the Sparkle Lounge – dziesiąty studyjny album angielskiej grupy Def Leppard, wydany w 25 kwietnia 2008 roku w Europie i 29 kwietnia w USA. Jest to pierwszy album grupy zawierający nowy materiał od wydanego w 2002 roku albumu X.

## Lista utworów
1. Go (Collen, Elliott) - 3:21
2. Nine Lives (Collen, Elliott, McGraw, Savage) - 3:32
3. C'mon C'mon (Savage) - 4:09
4. Love (Savage) - 4:17
5. Tomorrow (Collen) - 3:35
6. Cruise Control (Campbell) - 3:03
7. Hallucinate (Collen) - 3:17
8. Only the Good Die Young (Campbell) - 3:34
9. Bad Actress (Elliott) - 3:03
10. Come Undone (Elliott) - 3:32
11. Gotta Let It Go (Campbell) - 3:55
12. Love (Piano Version) - 4:22 (bonus na brytyjskiej i japońskiej wersji albumu)
13. Nine Lives (Def Leppard Version) - 3:33 (bonus na brytyjskiej i japońskiej wersji albumu)

## Twórcy
- Joe Elliott - wokal
- Rick Savage - gitara basowa, gitara akustyczna
- Phil Collen - gitara akustyczna
- Vivian Campbell - gitara akustyczna
- Rick Allen - perkusja
- Tim McGraw - wokal w "Nine Lives"

## Notowania
| Kraj              | Pozycja |
| ----------------- | ------- |
| Wielka Brytania   | 10      |
| Australia         | 82      |
| Norwegia          | 15      |
| Nowa Zelandia     | 26      |
| Stany Zjednoczone | 5       |
| Szwecja           | 26      |